# Golden Apple Award
Der Golden Apple Award (deutsch: Goldener-Apfel-Preis) war ein amerikanischer Filmpreis, mit dem der von Louella Parsons gegründete Hollywood Women’s Press Club von 1941 bis 2001 alljährlich solche Schauspieler und Entertainer ehrt, die sich in der Zusammenarbeit als besonders kooperativ erwiesen haben. Mit dem Negativpreis Sour Apple Award (dt.: Saurer-Apfel-Preis) zeichnet die Organisation Künstler aus, die sich im Gegenteil besonders unkooperativ und schwierig gezeigt haben. Seit 1970 verleiht der Hollywood Women’s Press Club auch einen Louella Parsons Award, mit dem Künstler für ihr Lebenswerk geehrt werden können. Dieser Preis ist nach der amerikanischen Klatsch-Reporterin Louella Parsons benannt.

## Preisträger
| Jahr | Golden Apple | Sour Apple                          | Louella Parsons Award, Hollywood Legend Award                               |
| ---- | --- | ----------------------------------- | --------------------------------------------------------------------------- |
| 1941 | Bob Hope, Bette Davis | Fred Astaire, Ginger Rogers         |                                                                             |
| 1942 | Cary Grant, Rosalind Russell | George Sanders, Jean Arthur         |                                                                             |
| 1943 | Bob Hope, Ann Sheridan | Errol Flynn, Joan Fontaine          |                                                                             |
| 1944 | Alan Ladd, Betty Hutton | Walter Pidgeon, Sonja Henie         |                                                                             |
| 1945 | Gregory Peck, Joan Crawford | Fred MacMurray, Greer Garson        |                                                                             |
| 1946 | Dana Andrews, Joan Crawford | Fred Astaire, Ingrid Bergman        |                                                                             |
| 1947 | Gregory Peck, Joan Fontaine | Gary Cooper, Jennifer Jones         |                                                                             |
| 1948 | Glenn Ford, Dorothy Lamour | Errol Flynn, Rita Hayworth          |                                                                             |
| 1949 | Kirk Douglas, June Haver | Humphrey Bogart, Hedy Lamarr        |                                                                             |
| 1950 | Alan Ladd, Loretta Young | Robert Mitchum, Olivia de Havilland |                                                                             |
| 1951 | John Derek, William Holden, Anne Baxter | Frank Sinatra, Esther Williams      |                                                                             |
| 1952 | Tony Curtis, Janet Leigh | Mario Lanza, Rita Hayworth          |                                                                             |
| 1953 | Roy Rogers, Dale Evans | Dale Robertson, Esther Williams     |                                                                             |
| 1954 | Dean Martin, Jerry Lewis, Debbie Reynolds | Edmund Purdom, Doris Day            |                                                                             |
| 1955 | William Holden, Jane Russell | nicht verliehen                     |                                                                             |
| 1956 | Charlton Heston, Deborah Kerr | nicht verliehen                     |                                                                             |
| 1957 | Glenn Ford, Kim Novak | nicht verliehen                     |                                                                             |
| 1958 | Tony Curtis, Dinah Shore | nicht verliehen                     |                                                                             |
| 1959 | David Niven, Shirley MacLaine | nicht verliehen                     |                                                                             |
| 1960 | Jack Lemmon, Nanette Fabray, Janet Leigh | Elvis Presley, Debbie Reynolds      |                                                                             |
| 1961 | Barbara Stanwyck | Marlon Brando, Natalie Wood         |                                                                             |
| 1962 | Richard Chamberlain, Connie Stevens | Warren Beatty, Doris Day            |                                                                             |
| 1963 | Dick Van Dyke, Bette Davis | James Franciscus, Ann-Margret       |                                                                             |
| 1964 | Lorne Greene, Donna Reed | Tony Curtis, Doris Day              |                                                                             |
| 1965 | John Wayne, Dorothy Malone | Vince Edwards, Ann-Margret          |                                                                             |
| 1966 | Bill Cosby, Phyllis Diller | Elvis Presley, Natalie Wood         |                                                                             |
| 1967 | Sidney Poitier, Carol Channing | nicht verliehen                     |                                                                             |
| 1968 | Fred Astaire, Barbra Streisand | nicht verliehen                     |                                                                             |
| 1969 | Mae West, Gregory Peck | nicht verliehen                     |                                                                             |
| 1970 | James Stewart, Robert S. Young, Carol Burnett | Jane Fonda                          | Louella Parsons Award: Danny Thomas                                         |
| 1971 | Hal Holbrook, Mary Tyler Moore | nicht verliehen                     |                                                                             |
| 1972 | Peter Falk, Liza Minnelli | nicht verliehen                     |                                                                             |
| 1973 | Robert Redford, Lucille Ball | Norman Mailer                       |                                                                             |
| 1974 | Alan Alda, Valerie Harper | Frank Sinatra                       |                                                                             |
| 1975 | George Burns, Katharine Hepburn | nicht verliehen                     | Louella Parsons Award: Bob Hope                                             |
| 1976 | John Wayne, Joanne Woodward | „Pornographic Movie Makers“         |                                                                             |
| 1977 | Frank Sinatra, Jane Fonda | nicht verliehen                     |                                                                             |
| 1978 | John Travolta, Jacqueline Bisset | Paul Michael Glaser, David Soul     |                                                                             |
| 1979 | Alan Alda, Jill Clayburgh | Chuck Barris                        |                                                                             |
| 1980 | Richard Chamberlain, Mary Tyler Moore | Erik Estrada                        |                                                                             |
| 1981 | Henry Fonda, Katharine Hepburn | Ryan O’Neal                         |                                                                             |
| 1982 | Tom Selleck, Lorenzo Lamas (Entdeckung des Jahres) Phil Donahue (Star des Tagesprogramms) Joan Collins, Debbie Allen (Entdeckung des Jahres)                                                             | Pia Zadora                          | Louella Parsons Award: Henry Winkler                                        |
| 1983 | Tom Selleck, Ann-Margret, Barbara Stanwick | Joan Rivers                         |                                                                             |
| 1984 | John Forsythe, Sally Field | John Derek, Bo Derek                |                                                                             |
| 1985 | Bill Cosby, Clint Eastwood, Elizabeth Taylor | Sylvester Stallone                  |                                                                             |
| 1986 | Paul Newman, Beatrice Arthur, Rue McClanahan, Betty White | Sean Penn                           |                                                                             |
| 1987 | James Garner, James Woods, Oprah Winfrey | Bruce Willis                        |                                                                             |
| 1988 | Kevin Costner, Tom Hanks, Ron Perlman (Entdeckung des Jahres) Sigourney Weaver | Morton Downey, Jr.                  |                                                                             |
| 1989 | Billy Crystal, Candice Bergen, Pauline Collins (Entdeckung des Jahres) Meg Ryan (Entdeckung des Jahres)                                                                                                  | Roseanne                            |                                                                             |
| 1991 | Kim Basinger |                                     |                                                                             |
| 1994 | Angela Bassett (Entdeckung des Jahres) |                                     |                                                                             |
| 1995 | Denzel Washington, Antonio Banderas (Entdeckung des Jahres) Sandra Bullock, Courteney Cox (Entdeckung des Jahres)                                                                                        | Joe Eszterhas                       | Louella Parsons Award: George Sidney                                        |
| 1996 | Arnold Schwarzenegger, Greg Kinnear (Entdeckung des Jahres) Cybill Shepherd, Teri Hatcher (Entdeckung des Jahres)                                                                                        | Dennis Rodman, Howard Stern         |                                                                             |
| 1997 | Sylvester Stallone, Rupert Everett (Entdeckung des Jahres) Jenny McCarthy, Bai Ling (Entdeckung des Jahres)                                                                                              | Monty Hall, Pamela Anderson         |                                                                             |
| 1998 | John Travolta, Howie Mandel (Entdeckung des Jahres) Anjelica Huston, Jenna Elfman (Entdeckung des Jahres)                                                                                                | Tommy Lee                           | Hollywood Legend Award: Dick Van Dyke Louella Parsons Award: Aaron Spelling |
| 1999 | Kimberly J. Brown (Entdeckung des Jahres) |                                     |                                                                             |
| 2000 | Russell Crowe, Patrick Fugit (Entdeckung des Jahres) Joan Allen, Kate Hudson (Entdeckung des Jahres) |                                     | Hollywood Legend Award: Jack Lemmon Louella Parsons Award: Liz Smith        |
| 2001 | Kevin Spacey, Lance Bass (Entdeckung des Jahres) Daniel Radcliffe (Junge Entdeckung des Jahres) Drew Barrymore, Natasha Gregson Wagner (Entdeckung des Jahres) Mae Whitman (Junge Entdeckung des Jahres) | Jerry Springer                      |                                                                             |